# What About Us? (Brandy)
What About Us? è un brano musicale R&B della cantante statunitense Brandy, scritto dalla stessa con LaShawn Daniels, Rodney Jerkins, Nora Payne, Kenisha Pratt e prodotto da Rodney "Darkchild" Jerkins per il terzo album della cantante, Full Moon. Il brano è stato pubblicato alli'inizio del 2002 come singolo d'apertura dell'album, ed ha avuto successo in tutto il mondo, entrando nelle top20 di numerosi paesi, grazie soprattutto al remix curato da Simon Vegas. Negli Stati Uniti il singolo ha raggiunto la posizione numero 3 della Hot R&B/Hip-Hop Songs di Billboard ed è entrato nella top10 della Hot 100. Il remix di Steve "Silk" Hurley ha ottenuto una nomination ai Grammy del 2003 come Best Remixed Recording, Non-Classical, mentre il video ha ricevuto una nomination agli MTV Video Music Awards del 2002 nella categoria Viewer's Choice.

## Video
Il videoclip del singolo è stato diretto da Dave Meyers ed è stato girato interamente ai Ten 9 Fifty Studios di Culver City in California, tra 1º e 2 dicembre 2001. Il video fa grande uso della tecnica del green screen ed è disponibile sia nella versione originale del brano che in quella remix di Simon Vegas. Il video è ambientato in pianeti immaginari, e inizia mostrando la cantante che si trova sull'apice di un'altissima piramide umana di schiavi dipinti di bianco, in una valle verde piena di altre piramidi umane. In questa scena la cantante, vestita in abiti succinti, neri e lucidi, apre un baule che racchiude gli oggetti e i ricordi della sua relazione passata. In aria sono sospesi isolotti di terra con alberi, e su uno di questi si trova un ragazzo che ammicca a Brandy. Quando inizia il primo ritornello la camera si muove velocemente mostrando la natura incontaminata del pianeta, per poi entrare in una galleria del vento futuristica dove la cantante, con un look diverso, esegue il brano. Nel tunnel volano diversi oggetti, tra cui una mazza da baseball, che verrà afferrata dalla cantante e grazie alla quale verranno colpiti e rimandati indietro oggetti dell'ex ragazzo, come cellulari e palmari. All'improvviso arriva anche un ragazzo sospeso nell'aria, a cui Brandy sottrae gli occhiali da sole per poi indossarli. La camera si avvicina alla lente degli occhiali e proietta il video in un'altra scena dove Brandy esegue il brano accompagnata da due schiavi dipinti di argento e tenuti incatenati. In questa scena la cantante indossa un abito rosso elegante, ha un trucco molto intenso e capelli lisci sfumati di rosso. L'ultima scena è ambientata in un pianeta composto esclusivamente da automobili lowrider; qui Brandy si trova in un'automobile viola circondata da altre auto di vari colori dove si trovano altri ragazzi, tra cui suo fratello Ray J e il produttore Darkchild. Il video si conclude con l'entrata nell'auto di Brandy di un ragazzo sconosciuto.
L'intenzione del regista Dave Meyers era quella di creare un video diverso da tutti gli altri in circolazione in quel momento, visto che il mercato era pieno di video R&B che raccontavano in maniera didascalica la fine di un rapporto amoroso. Brandy voleva concentrare l'attenzione del pubblico su di lei come "performer", a contatto con diverse ambientazioni.
Il video è stato presentato in anteprima mondiale su MTV Making the Video il 10 gennaio 2002 ed ha raggiunto la prima posizione di MTV TRL negli Stati Uniti. In Canada ha raggiunto la settima posizione del programma MuchMusic Countdown.

## Ricezione
Il singolo ha raggiunto la terza posizione nella classifica R&B/Hip-Hop di Billboard durante la sua sesta settimana di permanenza in classifica il 23 febbraio 2002, diventando il settimo singolo della cantante ad entrare nella top5 di questa classifica. Sempre durante la settimana del 23 febbraio, il singolo entra nella top10 della Hot 100, dopo sole 4 settimane passate in classifica. Il 16 marzo il brano raggiunge la sua posizione più alta al numero 7. Il singolo ha passato un totale di 18 settimane nella Hot 100 ed è stato il settimo nella carriera di Brandy ad entrare nella top10 statunitense.
Nel Regno Unito il singolo è arrivato fino alla quarta posizione, diventando il terzo brano dell'artista ad entrare nella top5 britannica. In Australia ha debuttato il 3 marzo 2002 al numero 13, per poi raggiungere tre settimane più tardi il numero 6, diventando il terzo singolo di Brandy ad entrare nella top10 australiana. In Nuova Zelanda, dove la cantante ha avuto sempre molto successo, il pezzo è entrato al numero 21 e la settimana successiva ha raggiunto l'ottava posizione, senza andare oltre. Nelle classifiche neozelandesi è il settimo brano dell'artista ad aver raggiunto le prime dieci posizioni.
Anche in Europa il successo è stato enorme, e il brano è diventato uno dei più popolari della carriera della cantante. Sia in Norvegia che nei Paesi Bassi ha raggiunto la posizione numero 11, mentre in Danimarca è arrivato al numero 7 e ha passato 9 settimane nella top20. In Svizzera, dove ha raggiunto l'ottava posizione, è stato il terzo singolo della cantante ad entrare in top10 ed il primo da solista. In Italia è stato il secondo singolo della cantante ad entrare in classifica, a quattro anni di distanza da The Boy Is Mine.

## Classifiche
| Classifica (2002)       | Posizione |
| ----------------------- | --------- |
| Australia               | 6         |
| Austria                 | 40        |
| Belgio (Fiandre)        | 20        |
| Belgio (Wallonia)       | 13        |
| Canada                  | 16        |
| Danimarca               | 7         |
| Paesi Bassi             | 11        |
| Europa Official Top 100 | 4         |
| Francia                 | 24        |
| Germania                | 13        |
| Irlanda                 | 17        |

| Classifica (2002)                    | Posizione |
| ------------------------------------ | --------- |
| Italia                               | 26        |
| Nuova Zelanda                        | 8         |
| Norvegia                             | 11        |
| Svezia                               | 16        |
| Svizzera                             | 8         |
| Regno Unito                          | 4         |
| U.S. Billboard Hot 100               | 7         |
| U.S. Billboard Hot R&B/Hip-Hop Songs | 3         |

## Formati e Tracce

### CD single
1. "What About Us?" (Radio Version)
2. "What About Us?" (Boogiesoul Remix)
3. "What About Us?" (Simon Vegas Remix)
4. "What About Us?" (Album Instrumental)
5. "What About Us?" (Boogiesoul Remix Instrumental)
6. "What About Us?" (Simon Vegas Remix Instrumental)

### 12" vinyl single
1. "What About Us?" (Album Version)
2. "What About Us?" (Instrumental)
3. "What About Us?" (Radio Edit)
4. "What About Us?" (Acappella)

### 2x12" Promo
- A1. "What About Us?" (Silk Hurley Mix) - 7:37
- A2. "What About Us?" (Lenny Bertoldo Radio Edit) - 4:04
- B1. "What About Us?" (95 North Remix) - 6:29
- C1. "What About Us?" (E-Smoove Underground Remix) - 8:27
- C2. "What About Us?" (E-Smoove House Remix) - 7:57
- D1. "What About Us?" (Lenny Bertoldo Club Mix) - 6:58
- D2. "What About Us?" (Kelly G. Vocal Mix) - 7:21